# 張楚金
张楚金（7世纪？—690年9月28日），唐朝并州祁县人，张道源之族子。
张楚金年轻有志行，事奉父母以孝闻名。他与兄长张越石一起参预乡贡进士，州司将要淘汰张越石而推荐张楚金，他表示推辞说以顺张越石居长，以才张楚金不如。李勣为并州都督，说：“贡士本就是求才，如此相推，两人都录取又有何嫌。”于是都举荐擢第。唐高宗时官至刑部侍郎。他与左仆射刘仁轨、右仆射戴至德、侍中张文瓘、中书令李敬玄、右庶子郝处俊、黄门侍郎来恒、左庶子高智周、右庶子李义琰、吏部侍郎裴行俭马戴、兵部侍郎萧德昭裴炎、工部侍郎李义琛、金部郎中卢律师等奉诏撰《永徽留本司格后》十一卷，仪凤二年（677年）进上。仪凤初年，彗星见于东井，张楚金上疏，极陈得失。高宗采纳，赐帛二百段。武则天临朝，历任吏部侍郎、秋官尚书，赐爵南阳侯。著《翰苑》三十卷、《绅诫》三卷，并传于时，他节操高尚，但是尚文刻，当时也被轻视。与郭正一、元万顷被酷吏周兴所构陷，流配岭南。载初元年（690年）八月甲子，在岭南遇害。籍没其家，妻儿流放，文章无存。